# 스마트카드
스마트카드(smart card, chip card 또는 integrated circuit card, ICC)는 일반적인 신용카드와 동일한 재질과 사이즈인 플라스틱 카드의 표면에 자체 연산 기능이 있는 8비트 또는 32비트 마이크로 프로세서(MPU)와 운영 체제(COS), 그리고 안전한 저장영역으로서의 EEPROM이 내장되어 있는 집적회로(IC) 칩이 표면에 부착된 전자식 카드이다. 스마트카드는 접촉식 혹은 비접촉식 카드로 나눌 수 있다. 스마트카드는 개인 식별, 인증, 자료 저장 등에 사용된다. 

## 개요
- 크기는 일반적인 신용카드의 크기이다. ID-1은 ISO/IEC 7810에서 85.60×53.98mm 로 정의하고 있다. 또 다른 자주 사용되는 크기인 ID-000는 25×15mm(보통 SIM카드에 사용됨)이다. 두 크기 모두 두께는 0.76mm이다.
- 변조 방지 속성(예를 들면 보안 암호화 처리장치, 보안 파일 시스템) 및 보안 시스템(예를 들면 메모리속의 정보 기밀)을 포함한다.
- 자산관리는 중앙관리시스템을 통해 정보를 유통하며 이 흐름의 자료에는 카드 Hotlisting , 응용 프로그램 자료의 갱신 등이 포함된다.

## 역사
1. 1970년 일본 아리무라 쿠니타카 IC 카드 특허
2. 1974년 프랑스 Roland Moreno IC 카드 특허 출원 - Innovatron사 설립
3. 1977년 Michel Uqon 마이크로 프로세서 스마트 카드 발명
4. 1979년 BULL CP8 SPOM 카드 개발
5. 1983년 프랑스텔레콤 공중전화카드, 미니텔 등 활용범위 확대
6. 1986년 프랑스 금융카드 오프라인 신용카드 표준채택
7. 1986년 ISO 7816-1 제정
8. 1988년 프랑스 금융기관 오프라인 신용카드 발급
9. 1989년 GSM SIM IC Card 채택
10. 1991년 EUROPAY, MASTERCARD, VISA EMV규격 표준화 시작
11. 1992년 핀란드 전자지갑 AVANT , 덴마크 전자지갑 DANMONT
12. 1993년 영국 전자화폐 MONDEX
13. 1994년 벨기에 PROTON
14. 1996년 PC/SC 업계 표준 시작
15. 1996년 Cyberflex card 32-bit smart card (Schlumberger사)
16. 1998년 한국 서울 교통카드, 지하철 카드, 부산 하나로 교통카드 서비스 시작
17. 2006년 카드사, 은행사 서비스 시작

## 구조
| CPU 8Bit | RAM ~ 1KB  | 암호 처리전용 프로세서(옵션) |
| CPU 8Bit | RAM ~ 32KB | EEPROM 0.3~32KB              |

1. 마이크로 프로세서(CPU) : 자체연산 기능, 8비트 또는 32비트
2. COS(Chip Operating System) : 운영 체제
3. EEPROM : 안전한 저장영역 (파일, 데이터 키, 암호)

스마트카드 핀 배열

- VCC : supply voltage, 전원 단자의 공급 전압
- RST : 리셋신호.
- CLK : 클럭신호.
- GND : 접지.
- VPP : external voltage for programming, 프로그램 전압(미사용).
- I/O : 데이터 입출력.

## 스마트카드 종류
- 접촉식 카드

스마트 카드 리더기와 스마트 카드의 접촉부(CHIP) 사이에 물리적인 접촉으로 인하여 작동하는 스마트 카드.
접점의 잦은 접촉으로 인하여 전기적 충격이나 손상이 있을 우려가 있으나, 보안에 중점을 두고 상대적으로 많은 DATA를 처리하는 거래 인증, 전자 서명 등의 응용에 적합.
- 비접촉식 카드

무선 주파수 신호를 수단으로 하여 안테나로 스마트 카드 단말기와 통신하는 카드로서 카드와 리더 사이에 물리적인 접촉이 필요하지 않음.
처리시간에 제한을 받는 교통, 유통 등에 적합.
- 하이브리드 카드 (Hybrid Card, 혼합식 CARD : 접촉식 + 비접촉식 카드로 각각을 결합)

하나의 카드안에 물리적으로 접촉식 카드와 비접촉식 카드가 별도로 존재하는 형식.
하드웨어 자원(독립된 메모리)과 소프트웨어 자원(별도의 운영체제가 존재)의 활용이 비효율적.
제조단가 높음.
- 콤비 카드 (Combi Card, 혼합식 CARD)

접촉식 카드와 비접촉식 카드가 공유할 수 있는 부분들은 상호 공유하고 다른 부분만 1개씩 가진 화학적 결합형태의 카드.
내부 자원공유를 통한 이질적 애플리케이션 (예:칩 운영체제, 동일 키나 패스워드)의 통합 효과를 가져올 수 있으나, 공유되는 메모리 영역이 훼손되면, 접촉·비접촉식 카드 기능이 모두 마비될 수 있음.
현재까지 가장 효율적인 형태로 여기지고 있음.

## 표준
1985년 ISO에서는 현재 우리가 사용하고 있는 신용카드와 직불 카드의 규격인 ISO/IEC 7810 을 제정하였으며 1987년에는 ISO/IEC 7810에서 정의된 ID카드에 IC칩을 내장한 형태의 IC 카드 표준인 ISO/IEC 7816을 제정하였다. ISO/IEC 7816을 기본으로 다른 표준화 기관 이나 Working Group에서 다양한 응용서비스에 대한 표준과 규격 작업을 추진해 왔다.

### ISO/IEC
ISO(International Organization for Standardization)는 스마트 카드의 표준에 있어 근간을 이루어 각 폭 넓은 분야에 걸쳐 표준작업을 수행하고 있다. 지금까지 정의한 스마트 카드의 표준을 살펴보면 다음과 같다.
1. Contact IC Card의 표준 : ISO 7816- Identification Cards-Integrated Circuit(s) Card with contacts
정의된 내용은 다음과 같다.
  - 물리적 모양
  - 전기 접촉부의 위치와 모양
  - 전기적 특성
  - 통신 규약 (카드에 주는 명령 및 되돌아 오는 응답의 형태를 포함)
  - 카드의 강도
  - 기능

카드에는 배터리를 포함하지 않으며, 전원은 카드 판독기로부터 공급 받음.
2. CICC(Contactless IC Card)표준 : ISO/IEC 10536 - Identification Cards -Contactless Integrated Circuit(s) Cards
3. RCCC(Remote Coupling Communication Card)표준 : ISO/IEC 14443 -Identification Cards- Remote Coupling Communication Cards

### PC/SC
Bull CP8 Transac, Gemplus, Hewlett-Packard, Microsoft, Schlumberger, Siemens Nixdorf, Sun Microsystems사는 PC와 IC card의 상호이용을 위한 노력으로 1996년 5월에 Workgroup을 결성하여PC/SC(Personal Computer/Smart Card)란 규격을 제정하였다. 이 규격은 제조회사가 서로 다른 스마트 카드와 카드리더사이에 상호이용을 허락하고 있으며, 다중응용 간에 자원공유를 가능하게 함으로써 Off-card application program 개발비용을 줄여주고 있다. 현재 PC/SC 1.0 버전이 제정되어 있다.

## 안테나
NFC 통신규약을 준수하는 스마트카드가 교통카드 등의 근거리무선통신을 위해 설계되고 있다.

## 같이 보기
- 교통카드
- RFID
- SIM 카드
- 현금인출카드
- 신용카드

## 참고자료
- About Smart Cards : Introduction
- 스마트카드란?
- Rankl, W.; W. Effing (1997). 《Smart Card Handbook》. John Wiley & Sons. ISBN 0-471-96720-3.
- Guthery, Scott B.; Timothy M. Jurgensen (1998). 《SmartCard Developer's Kit》. Macmillan Technical Publishing. ISBN 1-57870-027-2.
- Smart Card Alliance
- OpenSC (open source smart card framework)
- Open Source Smart Card Project
- Open Smart Card Development Platform
- Smartcard simulator
- SMACADU (open source smart card analyzing tools)